# Når mænd er værst
Når mænd er værst (engelsk: Men Behaving Badly) er en engelsk komedieserie, der blev produceret 1992-1998 af Hartswood Films for først ITV og sidenhen BBC.
Manuskriptet er skrevet af Simon Nye. Serien følger de to kiksede ungkarle Gary Strang (Martin Clunes) og Tony Smart (Neil Morrissey, der bor sammen. Den er optaget i og omkring Ealing i det vestlige London. Efter at serien blev flyttet til BBC One blev den meget populær og blev kåret som BBC's bedste sitcom ved BBC's jubilæum i 1996. 
Serien blev i Danmark sendt på DR1 og er senere udgivet på dvd.